# Inocențiu Micu-Klein

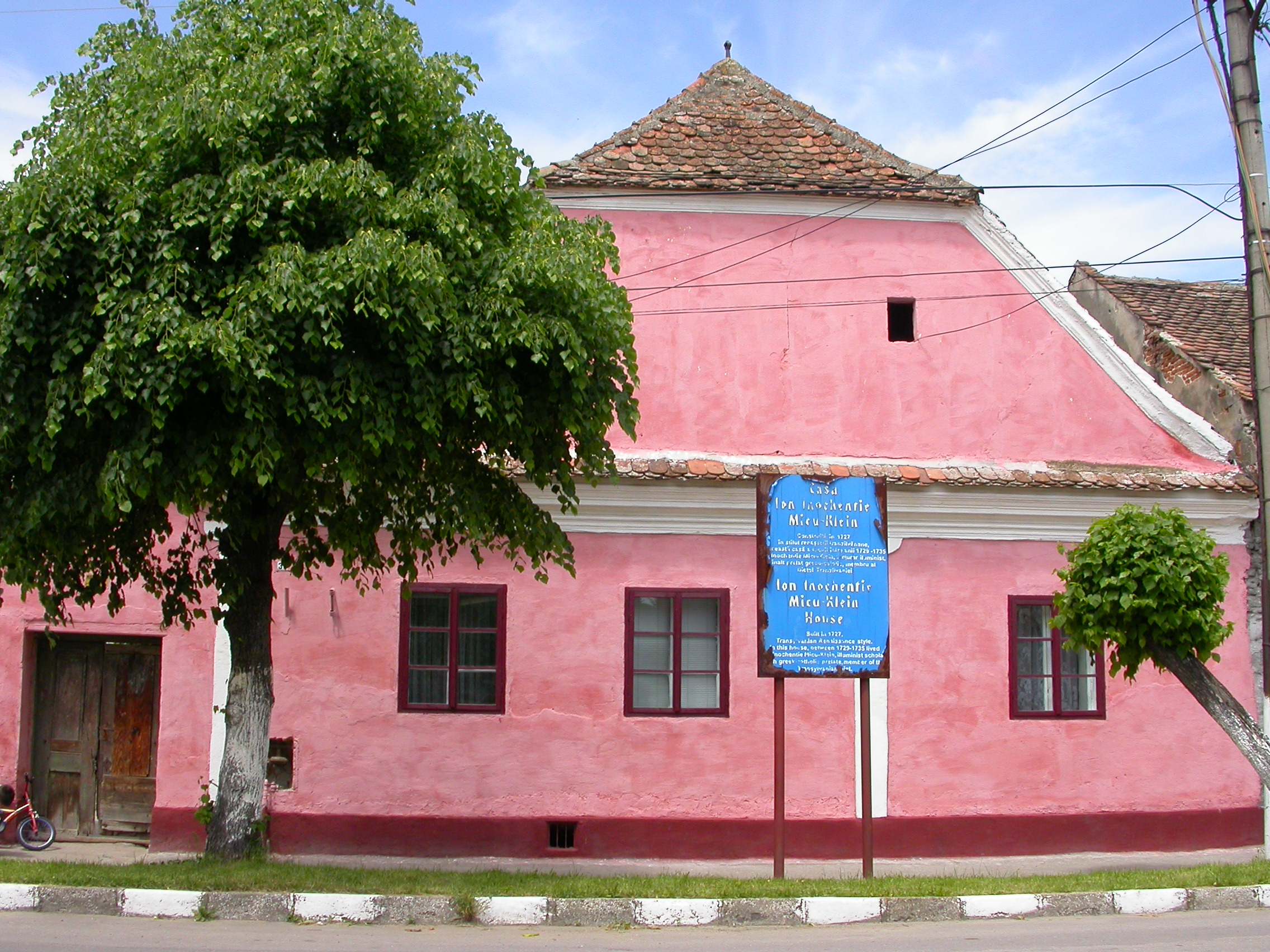
Casa Inocențiu Micu-Klein din Făgăraș, construită în 1727 (monument istoric)

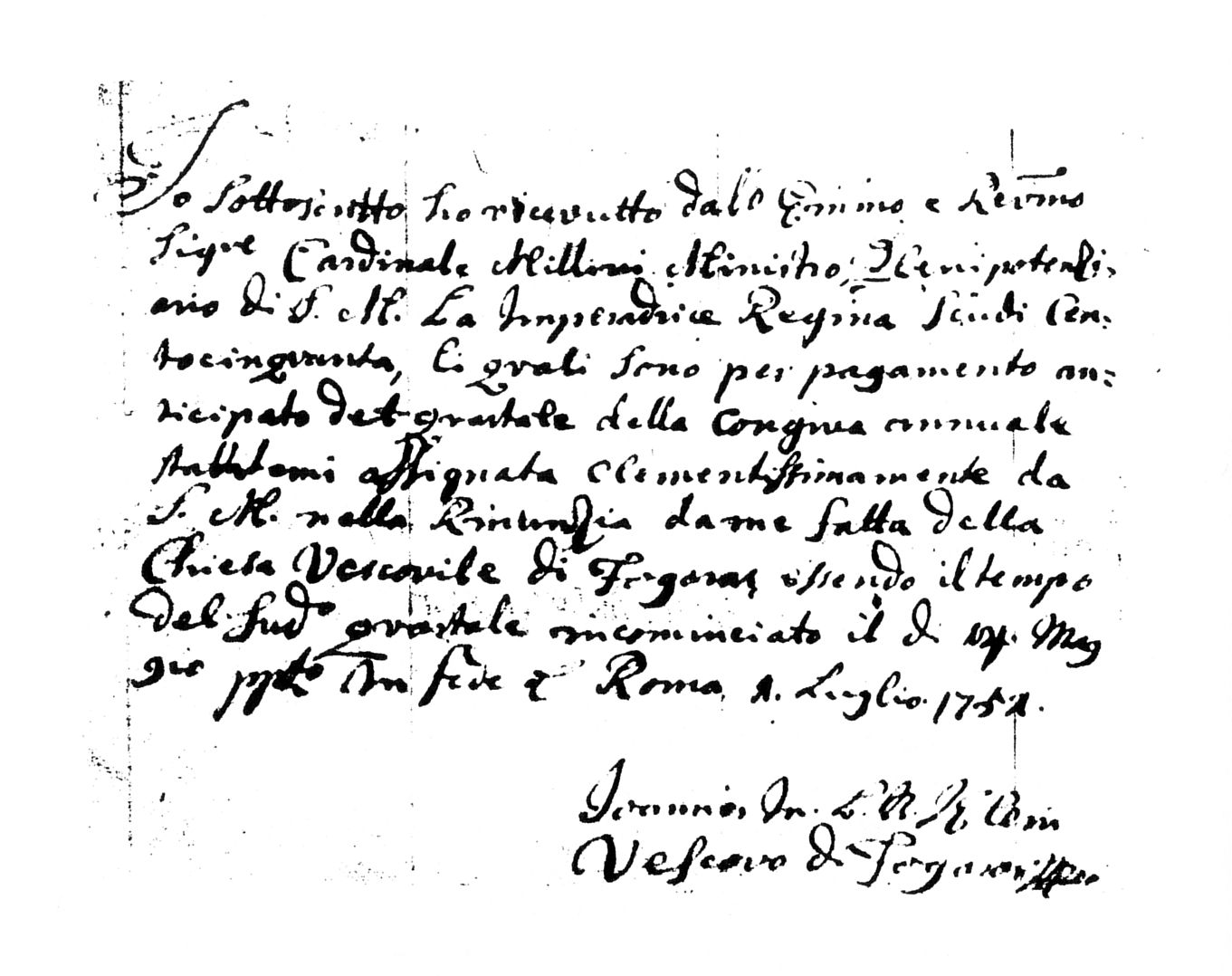
Scrisoare autografă semnată de
Joannes In[nocentius] L[iber] B[aron] Klein, Vescovo di Fogarasi

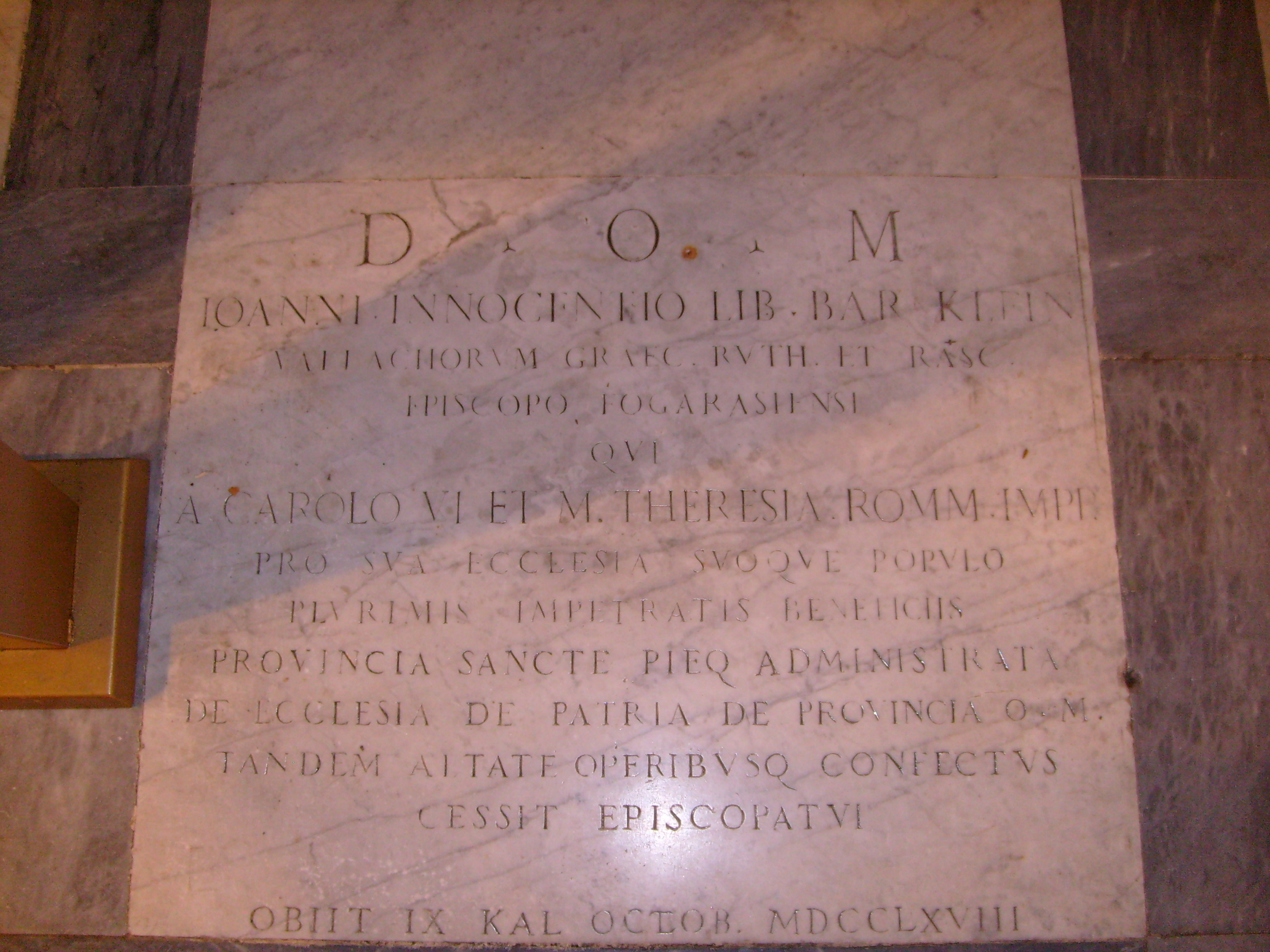
Epitaful episcopului Inocențiu Micu-Klein, scris de nepotul său Samuel Micu, aflat pe mormântul din Biserica Santi Sergio e Bacco (Madonna del Pascolo) din Roma

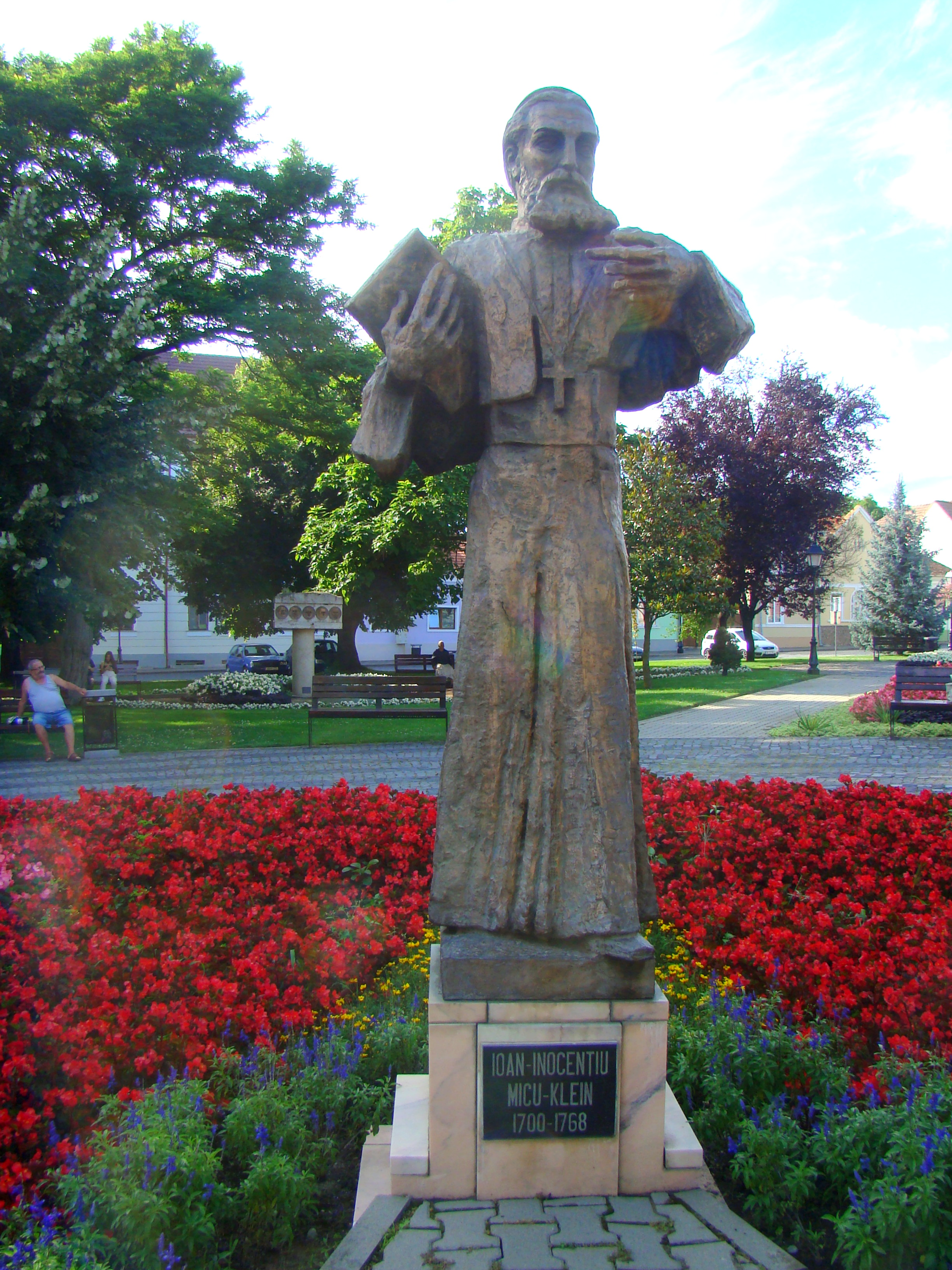
Statuia lui Inocențiu Micu-Klein din Blaj

Ioan Inocențiu Micu-Klein, uneori Ioan Inochentie Micu Clain, pe numele laic Ioan Micu, (n. 1692, Sadu, Principatul Transilvaniei – d. 22 septembrie 1768, Roma, Statele Papale) a fost episcop greco-catolic al Episcopiei române unite de Făgăraș. În anul 1737 a mutat sediul episcopal la Blaj, unde a ridicat Catedrala „Sfânta Treime” și mănăstirea cu același hram. Este considerat întemeietorul gândirii politice românești moderne.

## Studiile
Ioan Micu a învățat scrisul și cititul în satul natal, la Sadu. Tânărul Micu și-a efectuat apoi studiile medii la Colegiul iezuit din Cluj. Între 1722-1725 a urmat cursurile Facultății de Filosofie din cadrul Colegiului Academic din Cluj, unde l-a avut ca profesor pe Franz Fasching, un iezuit german din Slovacia de astăzi, adept al ideii romanității românilor. În 1725 a început studiul teologiei la Academia din Târnavia - orașul natal al lui Fasching - în Slovacia de azi.

## Activitatea
Prin diploma imperială din 25 februarie 1729 împăratul romano-german (austriac) Carol al VI-lea l-a numit pe Ioan Micu, încă student la Târnavia, episcop de Făgăraș, ridicându-l totodată în funcția de consilier imperial. La 5 septembrie 1729 a primit titlul de baron, cu numele adăugat de „Klein”, traducerea în germană a numelui „Micu”. Cu această ocazie a devenit membru al Dietei Transilvaniei, adunarea legislativă a Principatului Transilvania.
Pe 23 septembrie 1729 a fost hirotonit preot în Biserica greco-catolică din Máriapócs, cu hramul Sfântul Arhanghel Mihail, în nord-estul Ungariei de azi. În data de 25 septembrie 1729 s-a călugărit intrând în Ordinul Sfântul Vasile cel Mare  la mănăstirea „Sf. Nicolae” de la Muncaci în Transcarpatia, unde și-a luat numele de Inocențiu.Tot acolo, pe 5 noiembrie 1729, a fost consacrat ca arhiereu (episcop) de Gennadius Bizánczy, episcopul unit rutean al Muncaciului. 
În anul 1733 a hotărât organizarea unei conscripțiuni a populației românești din aproape toate regiunile Ardealului, cu excepția localităților din Țara Bârsei și din suburbiul Brașovului, întrucât aceste localități erau supuse jurisdicției canonice a episcopului ortodox din Râmnic, din „Valahia Austriacă”. De menționat, pentru o scurtă perioadă de timp (1718-1739), acea parte a Munteniei (Oltenia) a fost supusă dominației austriece, fiind cunoscută și sub numele de „Valahia Austriacă”. Rezultatele acestui recensământ au fost remise unei comisii imperiale.
Cu scopul de a avea sediul într-o localitate situată în centrul eparhiei sale, în anul 1737 a mutat reședința episcopală, printr-un schimb de proprietăți, de la Făgăraș la Blaj, unde a pus în anul 1741 piatra fundamentală a Catedralei Sf. Treime (terminată parțial în 1747). De-a lungul carierei sale a înaintat către Curtea de la Viena și împărații habsburgici mai multe memorii în care solicita recunoașterea drepturilor românilor din Transilvania, dintre care cel mai cunoscut a fost memoriul ”Supplex Libellus” din 1743. El a fost un precursor al Școlii Ardelene, din care a făcut parte și nepotul său, călugărul bazilian Samuil Micu. 
În secolul al XVIII-lea s-au așezat la Blaj mai mulți călugări greci uniți cu Roma. Cel mai proeminent a fost ieromonahul Leontie Moschonas, un învățat călugăr grec din insula Naxos, care a venit la Blaj împreună cu episcopul Inocențiu Micu. Episcopul Micu-Klein l-a numit arhimandrit și cu ajutorul lui a reușit să redacteze o serie de cărți bisericești cu privire la slujbele și rugăciunile folosite în biserica românilor uniți. Leontie Moschonas a pus și bazele unei biblioteci episcopale din Blaj, loc unde a și trecut la cele veșnice în 1758.
În timpul Dietei din anul 1744 a început mișcarea călugărului bosniac Visarion Sarai, trimis în Transilvania de mitropolitul ortodox sârb de la Carloviț pentru a-i scoate pe românii ardeleni de sub unirea religioasă cu Roma. Pe motiv că nu a intervenit vehement împotriva acțiunilor întreprinse de Visarion Sarai, episcopul Micu-Klein a fost citat la Curtea din Viena, de unde nu i s-a mai permis întoarcerea sa în Transilvania. Împărăteasa Maria Terezia a fost de acord să-i plătească pensia episcopală lunară la Roma, unde Inocențiu Micu-Klein a trăit timp de 24 de ani în exil, până la sfârșitul vieții.
După decesul episcopului Petru Pavel Aron, în sinodul electoral de la Blaj, Inocențiu Micu-Klein s-a clasat pe locul al doilea, cu 72 de voturi. Se gândea serios să ajungă a doua oară episcop al diecezei Făgărașului, lucru pe care îl putem afla din scrisoarea pe care i-a trimis-o arhiepiscopului de Strigoniu, Francisc Barkóczy, la 1 octombrie 1764, în care îi recomandă să intervină, ca dintre cei trei candidați să fie numit cel mai vrednic, indirect recomandându-se pe sine. Însă împărăteasa Maria Terezia l-a preferat în scaunul arhieresc al Blajului pe Atanasie Rednic, vicarul episcopal, care obținuse abia 9 voturi.

## Sfârșitul vieții
Ioan Inocențiu Micu-Klein a murit la 22 septembrie 1768. A fost înmormântat în biserica iezuiților din Roma cunoscută și sub numele de Madonna del Pascolo (Santi Sergio e Bacco ). Nepotul său, călugărul Samuil Micu,  i-a pus pe mormânt o lespede de piatră cu următorul epitaf: „Ioanni Innocentio Lib. Bar. Klein Vallachorum Graec. Ruth. et Rasc. Episcopo Fogarasiensi Qui a Carolo VI et M. Theresia Romm. Impp. Pro Sua Ecclesia Suoque Popvlo Plvrimis Impetratis Beneficiis Provincia Sancte Pieq. Administrata de Ecclesia de Patria De Provincia O. M. Tandem Aetate Operibusq. Confectvs Cessit Episcopatui. Obiit IX Kal. Octob. MDCCLXVIII”. (foto)
În scrierile sale își exprimase deseori dorința de a fi înmormântat în catedrala zidită de el la Blaj.
La 22 iunie 1997 a fost exhumat și transferat la Biserica „Buneivestiri” a Colegiului Român Pio Romeno din Roma. La 2 august 1997 sicriul cu rămășițele pământești ale episcopului a fost adus la Blaj și depus în altarul Catedralei Sf. Treime. La 19 octombrie 1997 a fost înmormântat la loc de cinste, într-un mormânt săpat in fața iconostasului din Catedrala Sfânta Treime din Blaj, ctitoria sa.

## Descendenți

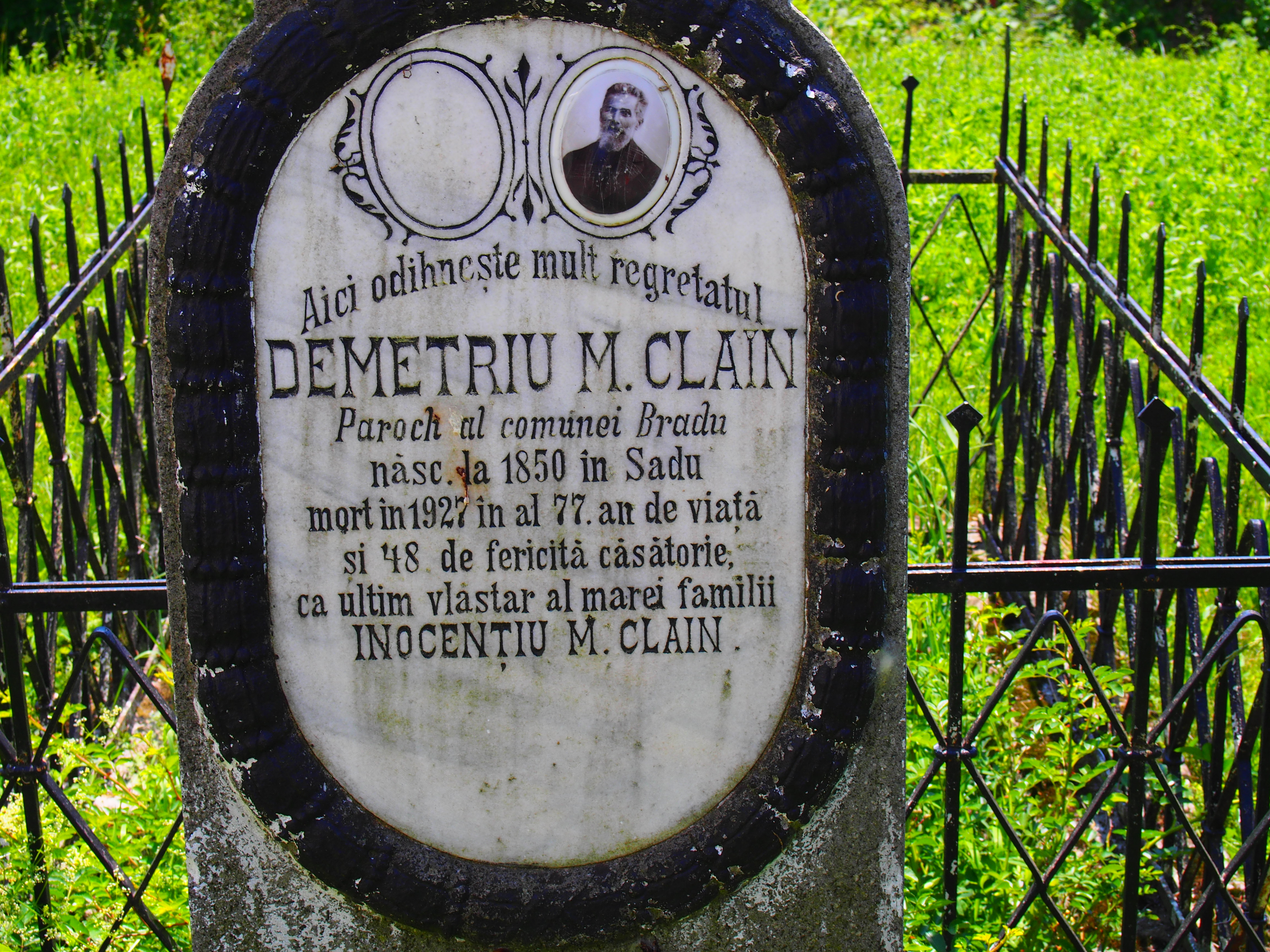
Mormântul preotului Demetriu M. Clain (1850-1927) din Bradu

Unul dintre ultimii descendenți al familiei sale a fost Dumitru Micu Clain, paroh unit al satului Bradu, decedat în 1927.

## Scrieri
- Arhieraticon, cu un studiu introductiv de Ioan Chindriș, transcrierea textului de Ioan Chindriș și Florica Nuțiu, București, 2000.

## Atribuiri de nume
- Străzi din Baia Mare, Cluj (fosta strada Florilor), Deva, Făgăraș, Mediaș, Sadu (strada principală), Sibiu și Timișoara îi poartă numele;
- Vechiul liceu „Sfinții Trei Ierarhi Vasile, Grigore și Ioan” din Blaj îi poartă numele: Colegiul Național Inochentie Micu Klein;[13]
- Liceul Teologic Român Unit „Inocențiu Micu” din Cluj-Napoca.[14]

## Medalistică
În 1992 Biserica Română Unită cu Roma a emis o medalie comemorativă, cu prilejul împlinirii a 300 de ani de la nașterea episcopului Inocențiu Micu-Klein. Medalia este din tombac cuprat, are 110 grame, iar diametrul este de 60 mm. Pe avers este gravată efigia episcopului, anii 1692 și 1992 sunt gravați în stânga și în dreapta efigiei, deasupra umerilor episcopului, iar circular, pe marginea medaliei, este gravat textul următor: „+ IOAN INOCHENTIE MICU CLAIN + 300 DE ANI DE LA NASTERE”. Sub umărul stâng sunt gravate inițialele numelui gravorului: V.G. Pe revers sunt gravate siluete ale școlilor blăjene și, central, fațada Catedralei Sfânta Treime din Blaj. Dedesubt este gravat textul „BLAJ 1737”, anul în care episcopul Inocențiu Micu-Klein a mutat sediul episcopiei de la Făgăraș la Blaj, printr-un schimb de proprietăți. Tăietura medaliei este netedă.
În 1997 Biserica Română Unită cu Roma a emis o medalie comemorativă, cu ocazia împlinirii a 260 de ani de la mutarea reședinței episcopale de la Făgăraș la Blaj. Medalia este din tombac cuprat și are diametrul de 60 mm. Aspectul general al medaliei este asemănător cu cel al medaliei care a fost emisă în 1992, cu ocazia împlinirii a 300 de ani de la nașterea lui Inocențiu Micu Klein, descrisă mai sus. Pe avers a fost gravată efigia episcopului, din față; circular, de-a lungul marginii de sus, citim textul: „+ IOAN INOCENTIU – MICU KLEIN +”; mai jos, deasupra umărului drept, a fost gravat anul nașterii episcopului: 1692, iar deasupra umărului stâng, anul decesului: 1768. În partea de jos a efigiei a fost gravat circular, de-a lungul marginii de jos a medaliei, textul: „BLAJ – 19 OCT. 1997”. Sub umărul stâng sunt gravate inițialele numelui gravorului: „V.G.” Pe reversul medaliei, în centru, a fost gravată imaginea din față a Catedralei Sfânta Treime din Blaj, iar de o parte și de alta au fost gravate siluetele școlilor blăjene. În partea de jos a medaliei a fost gravat textul: „BLAJ 1737”. Tăietura medaliei este netedă.